# Andrei Toshev
Andrei Slavov Toshev (en búlgaro: Андрей Славов Тошев; Stara Zagora, 16 de abril de 1867-10 de enero de 1944) fue primer ministro de Bulgaria en 1935. Era un científico (profesor de botánica) y diplomático búlgaro.
Fue nombrado por el zar Boris III debido a su lealtad en un momento de incertidumbre, después de que algunos partidarios del soberano hubiesen derrocado mediante un golpe de Estado al Gobierno de Zveno que había alcanzado el poder un año antes en otro pronunciamiento. Presidió un Consejo de Ministros totalmente civil tras un período de Gobiernos militares y fue, en realidad, un mero títere del zar. La Presidencia del Gobierno fue, de hecho, el primer cargo político importante que había tenido, y contaba entonces ya sesenta y ocho años de edad. Su tarea era contener al ejército, proseguir la redacción de la Constitución y formar un nuevo movimiento popular. Su mandato resultó corto, pues no avanzó mucho en ninguno de estos objetivos. En noviembre se descubrió que Damian Velchev había vuelto clandestinamente al país —presumiblemente con la intención de conspirar nuevamente contra el rey— y Toshev fue sustituido por Gueorgui Kioseivanov.
Toshev también desempeñó funciones diplomáticas como embajador en Serbia de 1909 a 1913, y como tal participó en la formación de Liga Balcánica. Fue asimismo embajador búlgaro en Constantinopla de 1913 a 1914 y tuvo un papel fundamental en la negociación del Tratado de Constantinopla.